# Rappelsdorf
Rappelsdorf ist ein Ortsteil der Stadt Schleusingen im Landkreis Hildburghausen in Thüringen.

## Lage
Rappelsdorf liegt südwestlich der Stadt Schleusingen und der Bundesautobahn 73 in den südlichen Vorgebirgslagen des Thüringer Waldes. Die Schleuse fließt durch die Gemarkung und den Ort. Verkehrsmäßig wird der Ort von den Landesstraßen 2633, 1625 und 1134 erschlossen.

## Geschichte
Erste Erwähnung findet Rappelsdorf im Jahre 1050; die erste urkundliche Erwähnung folgte am 21. November 1316 als Rapilstorf im Henneberger Urkundenbuch. 1544 gab es sieben Gutshöfe in Rappelsdorf. Bis 1815 gehörte der Ort zum hennebergischen bzw. kursächsischen Amt Schleusingen und gelangte dann an den Kreis Schleusingen der neugebildeten preußischen Provinz Sachsen, bei dem er bis 1945 verblieb. 1888 erhielt der Ort Anbindung an das Eisenbahnnetz mit einem Haltepunkt an der Bahnstrecke Schleusingen–Themar.
Am 1. Januar 1996 wurde Rappelsdorf in die Stadt Schleusingen eingemeindet.

## Wirtschaft und Bildung
Rappelsdorf ist bis heute wichtigster Landwirtschaftstandort Schleusingens: aus den zu Zeiten der DDR gegründeten Betrieben Landwirtschaftliche Produktionsgenossenschaft „Tierproduktion“ Rappelsdorf und dem Volkseigenen Gut „Pflanzenproduktion“ Schleusingen mit Sitz in Rappelsdorf gingen nach 1990 private Landwirtschaftsbetriebe und die Landwirtschafts-Produktions-GmbH Schleusingen & Co Vermögens KG hervor, die bis heute eine Stallanlage im Ort betreibt. Zudem befindet sich eine Biogasanlage im Ort.

## Sagen
- Ludwig Bechstein: Die Nixe aus der Totenlache[4] (Sage über das Wasserloch Totenlache nahe beim Ort Rappelsdorf, zwischen Schleusingen und Kloster Veßra.)